# Échenilleur calédonien
Coracina caledonica
Espèce
Statut de conservation UICN

 LC  : Préoccupation mineure
L'Échenilleur calédonien (Coracina caledonica) est une espèce de passereau de la famille des Campephagidae.

## Description
L'espèce est un grand (32 à 37 cm) échenilleur à longue queue carrée et au plumage entièrement gris foncé. L'œil des adultes est de couleur jaune, alors que celui des jeunes est foncé.

## Habitat
Il habite les forêts humides tropicales et subtropicales en plaine et les montagnes humides.

## Répartition et sous-espèces
Selon la classification de référence du Congrès ornithologique international (15.1, 2025) il se répartit en quatre sous-espèces :
- C. c. thilenii (Neumann, 1915) — Vanuatu : Espiritu Santo, Malo et Malekula ;
- C. c. seluncta Mayr & Ripley, 1941 — Vanuatu : Erromango ;
- C. c. lifuensis (Tristram, 1879) — Lifou ;
- C. c. caledonica (Gmelin, 1788) — Grande Terre et île des Pins.